# Cappella Borbone

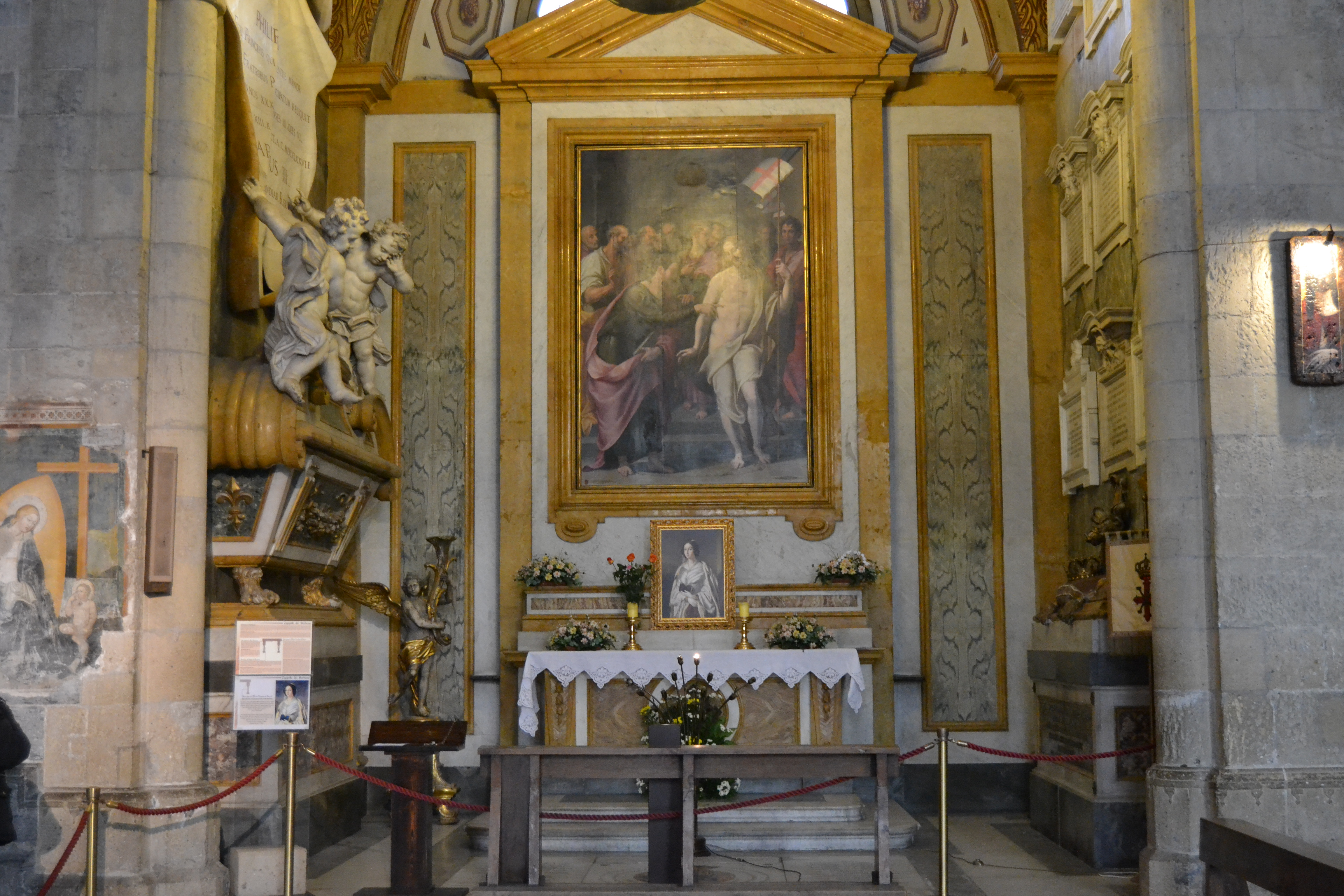
Cappella dei Borbone

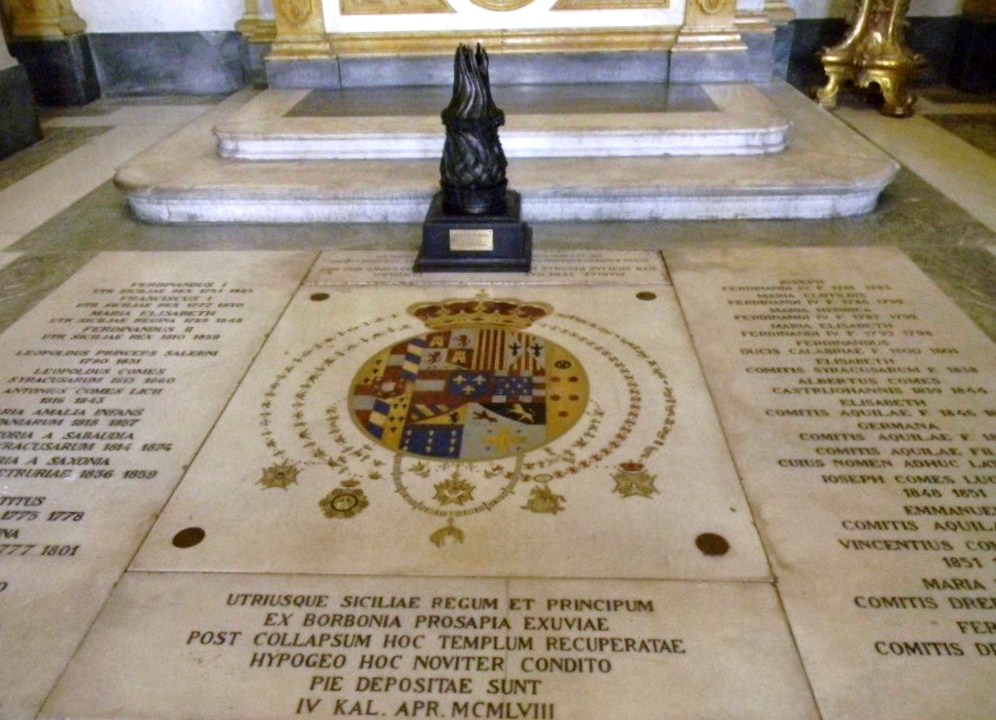
Stemma dei Borbone di Napoli sulla botola d'accesso alla cripta che ospita i feretri contenenti le salme dei membri della famiglia reale

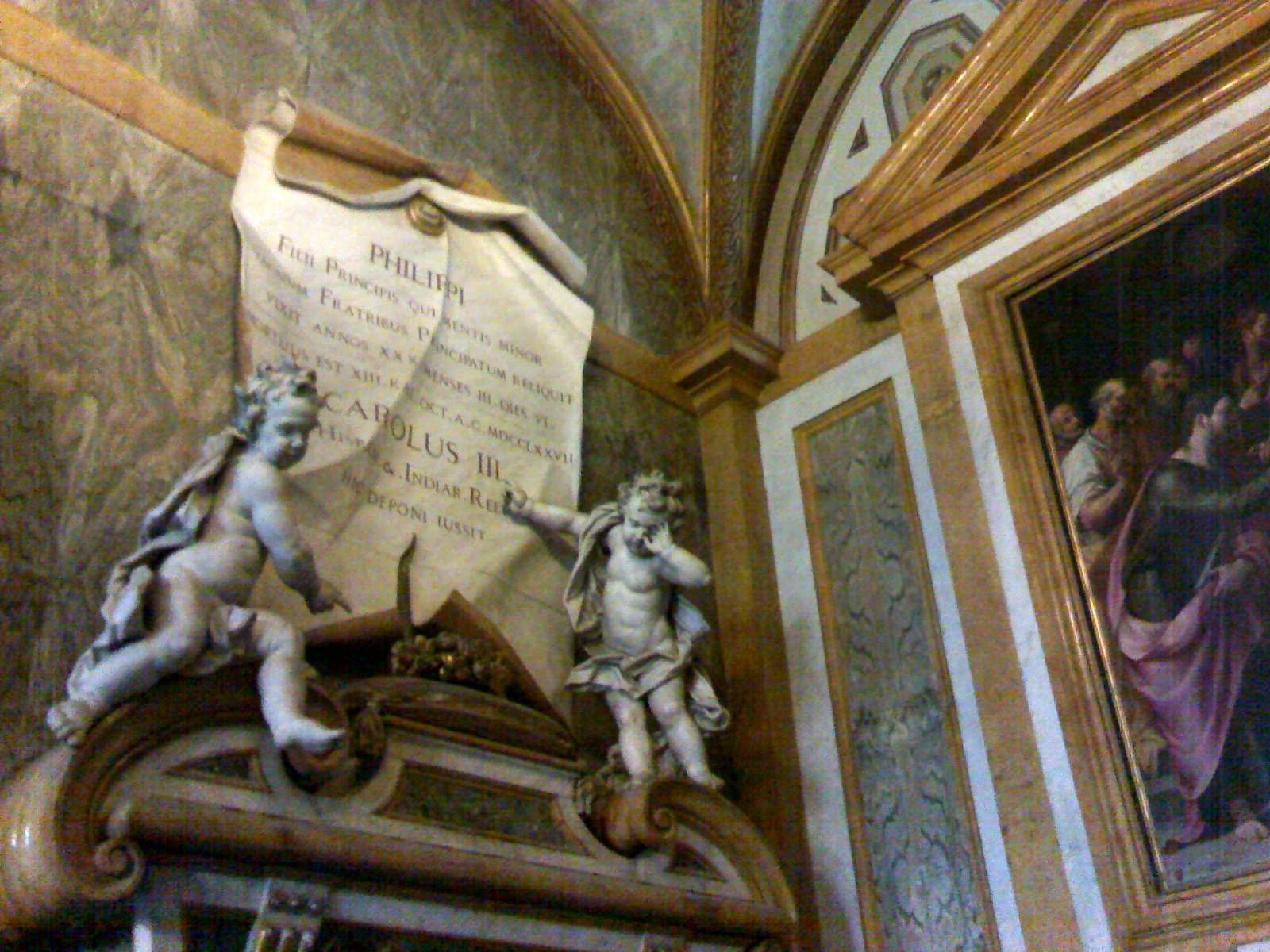
Monumento funebre e targa commemorativa a Filippo di Borbone-Spagna

La cappella Borbone è una cappella barocca della basilica di Santa Chiara di Napoli.
Testimonianza settecentesca della basilica scampata ai bombardamenti alleati del 1943, la cappella conserva la sepoltura di diverse personalità della dinastia dei Borbone di Napoli con i loro familiari, da Ferdinando I a Francesco II.

## Storia e descrizione
La nascita della cappella avviene nel 1742 su volontà di re Carlo di Borbone il quale la intese solo provvisoriamente, in attesa che venisse costruita in un altro luogo la definitiva struttura che avrebbe ospitato i reali con le famiglie. Col tempo e con l'aggiunta man mano di altri componenti della casa borbonica nella cappella, l'ambiente divenne definitivamente stabile nell'ospitare i reali. 
I resti di Francesco II, ultimo re di Napoli, di sua moglie Maria Sofia e della loro figlia Maria Cristina, furono portati in loco solo nel 1984 in quanto fino ad allora erano sepolti nella romana chiesa dello Spirito Santo dei Napoletani. 
Sulla parete di destra, vi sono le lapidi commemorative dei membri della famiglia reale qui sepolti con i loro più stretti parenti:
- Ferdinando I di Borbone;
- Francesco I di Borbone con la moglie Maria Clementina d'Asburgo-Lorena e con Maria Isabella di Spagna;
- Ferdinando II di Borbone con Maria Cristina di Savoia e Maria Teresa d'Asburgo-Teschen;
- Francesco II di Borbone con Maria Sofia di Baviera e la figlia Maria Cristina Pia di Borbone.

Sulla parete sinistra, invece, due putti su di un monumento funebre sorreggono una targa commemorativa in cui c'è la dedica di Carlo III al figlio primogenito Filippo morto questi a soli trent'anni di età per via del vaiolo. L'opera in questione fu del Sanmartino e datata 1777.
La pala d'altare è una Incredulità di San Tommaso di Girolamo Macchietti, eseguita ben prima della nascita della cappella, durante il periodo di soggiorno dell'artista fiorentino a Napoli avvenuto tra il 1578 ed il 1583.
La famiglia reale dei Borbone di Napoli continua tutt'oggi a possedere i diritti di sepoltura nella cappella, anche se recentemente solo una lapide ricorda il principe Ferdinando Maria di Borbone-Due Sicilie duca di Castro, scomparso nel 2008 e di sua moglie Chantal de Chevron Villette, padre dell'attuale duca di Castro, ramo ultrogenito del casato, principe Carlo di Borbone-Due Sicilie. Mentre ancora non è stata apposta quella che ricorda S.A.R. il Principe Don Carlos Maria, Duca di Calabria, Conte di Caserta, Infante di Spagna, Capo della Real Casa, esponente del ramo primogenito dei Conti di Caserta.